# Beaverlodge Lake
Beaverlodge Lake är en sjö i Kanada.   Den ligger i provinsen Saskatchewan, i den centrala delen av landet, 2 700 km nordväst om huvudstaden Ottawa. Beaverlodge Lake ligger 265 meter över havet. Den ligger vid sjöarna  Martin Lake och Nero Lake.
Trakten runt Beaverlodge Lake är nära nog obefolkad, med mindre än två invånare per kvadratkilometer.